# Eom Tae-hwa
Dans ce nom coréen, le nom de famille, Eom, précède le nom personnel.
Eom Tae-hwa (엄태화) est un réalisateur et scénariste sud-coréen, né en 1980.

## Filmographie

### Réalisateur
- 2011 : Home Sweet Home  (court-métrage)
- 2012 : Forest  (court-métrage)
- 2013 : Ingtoogi: The Battle of Internet Trolls (잉투기)
- 2016 : Vanishing Time (가려진 시간)
- 2022 : Concrete Utopia (콘크리트 유토피아)

### Scénariste
- 2011 : Home Sweet Home  (court-métrage)
- 2013 : Ingtoogi: The Battle of Internet Trolls (잉투기)
- 2016 : Vanishing Time (가려진 시간)
- 2022 : Concrete Utopia (콘크리트 유토피아) (co-écrit avec Lee Sin-ji)

## Distinctions

### Récompense
- Grand Bell Awards 2017 : Meilleur réalisateur révélé pour Vanishing Time

### Nomination
- Grand Bell Awards 2017 : Meilleur scénariste pour Vanishing Time (avec Jo Seul-yeah)